# HOON

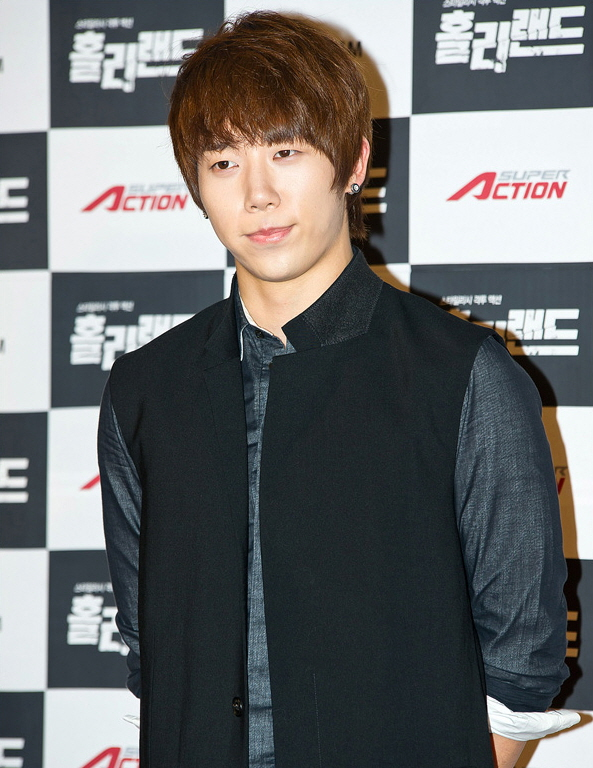
ヨ・フンミン

HOON（フン、1991年8月16日（33歳） - ）は、韓国の歌手、俳優である。本名はヨ・フンミン (여훈민,呂訓民)。U-KISSのメンバー。担当はボーカル。身長は180cm、体重は70kg。血液型はB型。

## 人物
- 趣味は運動、ピアノ演奏、ギター演奏
- 特技はテコンドー
- 好きな日本の食べ物は牛丼
- 2009年 本名でアルバムをリリースした。
- 東国大学演劇学科に在学中で、SBSドラマ「アテナ：戦争の女神」へ大統領の警護官役で出演していた。
- 学生時代にテコンドー選手として活躍し、ドンホと共演したドラマ「ホーリーランド」で実力を披露。
- 日本語の上達が早くライブではMCの一端を担っている。

## 来歴
- 2009年9月9日にミニアルバム『Pure & Love』をリリース。
- 2011年、AJとU-KISSに加入[1]。
- 2017年1月16日 HOONとして日本でソロデビュー[2]。
- 2019年3月18日、海兵隊に入隊。
- 2022年1月28日、スヒョン、キソプと共にtango musicとの専属契約締結し、U-KISSとして再始動することを発表[3]。

## ディスコグラフィー

### 韓国

#### ミニアルバム
- Pure & Love（2009年9月9日）

### シングル
- 雪桜（2017年2月15日）
- Anniversary（2018年1月24日）

### 映像作品
- SOOHYUN(from U-KISS) X'mas DINNER SHOW 2017＆HOON(from U-KISS) PREMIUM SOLO LIVE ～1st Anniversary～（2018年7月4日）

## 出演

### ドラマ
- 2010年 SBS 「アテナ：戦争の女神」
- 2012年 スーパーアクション 「聖地」
- 2013年 KBS「キレイな男」
- 2015年 - 2016年 KBS1「スイートホーム、スイートハニー」
- 2017年 KBS2「未知の女性」

### 映画
- 2011年 「Mr. Idol」